# Umberto Mastroianni
 Umberto Mastroianni  (Fontana Liri (provincie Frosinone), 21 september 1910 – Marino (provincie Rome), 25 februari 1998) was een Italiaanse beeldhouwer. Hij behoorde tot de belangrijke vertegenwoordigers der Abstracte kunst na de Tweede Wereldoorlog.

## Leven en werk
In 1924 trok Mastroianni naar Rome, waar hij in het atelier van zijn oom, de beeldhouwer Domenico Mastroianni (1876-1962), werkte en aan de Accademia di San Marcello studeerde. In 1926 verhuisde hij naar Turijn, waar hij zijn opleiding vervolgde en voltooide in het atelier van de beeldhouwer Michele Guerrisi (1893-1963).
Mastroianni bleef een groot deel van zijn leven in Turijn wonen en werken. Een van zijn belangrijkste werken is het in Turijn staande Monument voor de partizanen uit 1945. Het monument bevindt zich in de Campo della Gloria van de algemene begraafplaats in Turijn.
In de jaren vijftig kreeg Mastroianni voor zijn werk internationale erkenning. In 1951 had hij in de Galerie de France in Parijs zijn eerste solotentoonstelling. In Nederland was werk van Mastroianni te zien in Sonsbeek (1955) en bij de Rotterdamse Kunstkring in 1957. Umberto Mastroianni was uitgekozen als deelnemer voor Italië aan de Biënnale van Venetië in 1958 (waar hij de beeldhouwprijs, de „Gran Premio Internazionale per la scultura“ won). In 1959 was hij deelnemer aan documenta 2 in Kassel. In 1960 had hij enkele solo-exposities in de Verenigde Staten, onder andere in de Kleeman Gallery in New York en in het Dallas Museum of Fine Arts in Dallas. Ten slotte ontving hij in 1989 in Japan de Praemium Imperiale.

## Werken van Mastroianni in Nederland
- Het afscheid (1955), Beeldenroute Westersingel in Rotterdam
- La conquista (1954) en Picadores (1965), beeldenpark van het Kröller-Müller Museum in Otterlo

## Fondazione Umberto Mastroianni
In 1993 werd het Centro Internazionale Umberto Mastroianni opgericht. Dit centrum werd op 15 januari 1999, bijna een jaar na zijn dood, met zijn nalatenschap van meer dan 100 werken, omgezet in een stichting, de „Fondazione Umberto Mastroianni“ in Arpino. Een deel van deze Fondazione is een museum, waar de werken van Mastroianni permanent worden geëxposeerd. Voorts wordt aandacht besteed aan de gehele, artistieke, familie Mastroianni en er worden tentoonstellingen georganiseerd van moderne en hedendaagse Italiaanse kunstenaars uit de regio.

## Trivia
Umberto Mastroianni was de oom van de Italiaanse filmacteur Marcello Mastroianni (1924-1996).

## Fotogalerij

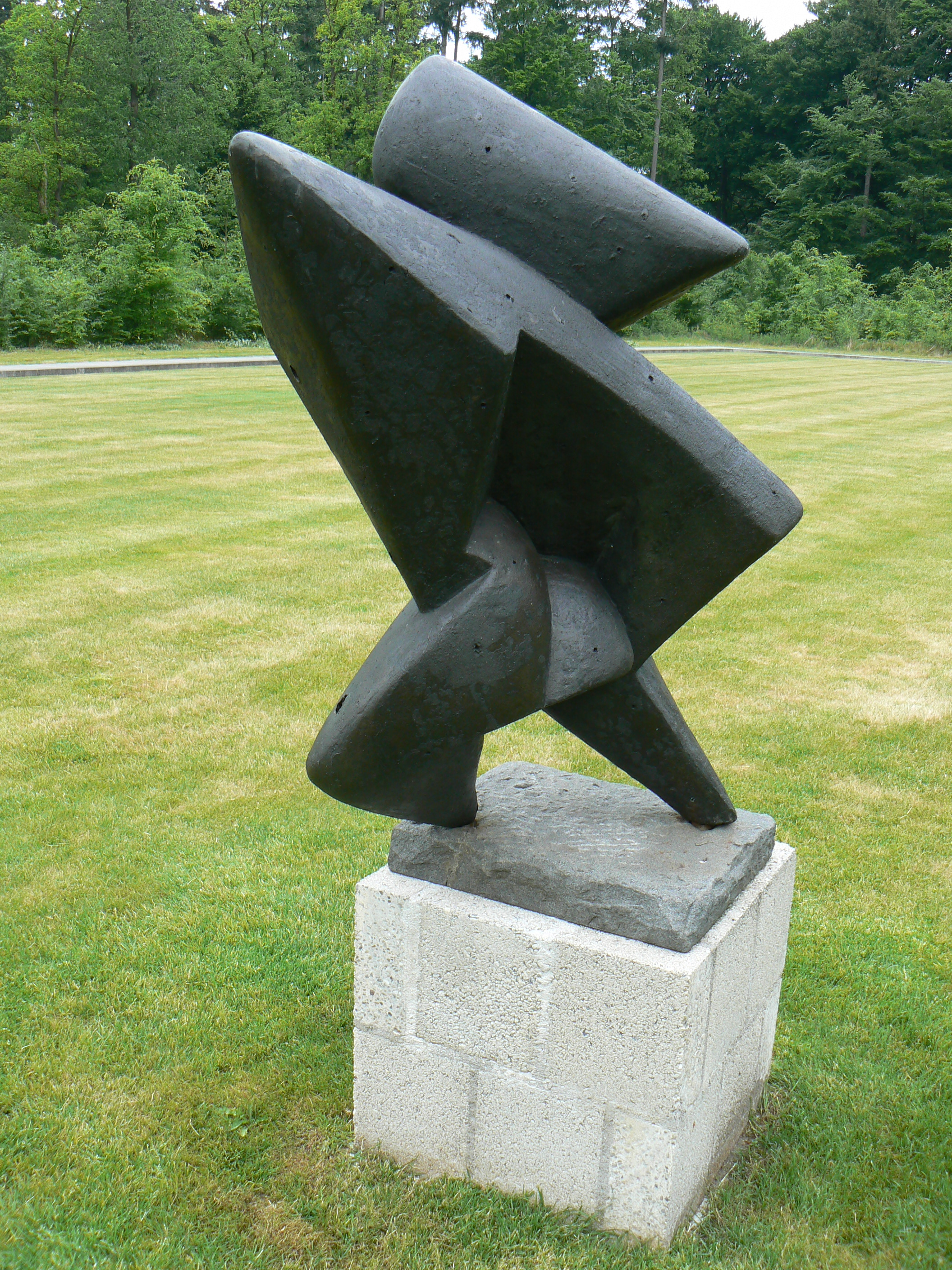
La Conquista (1954)
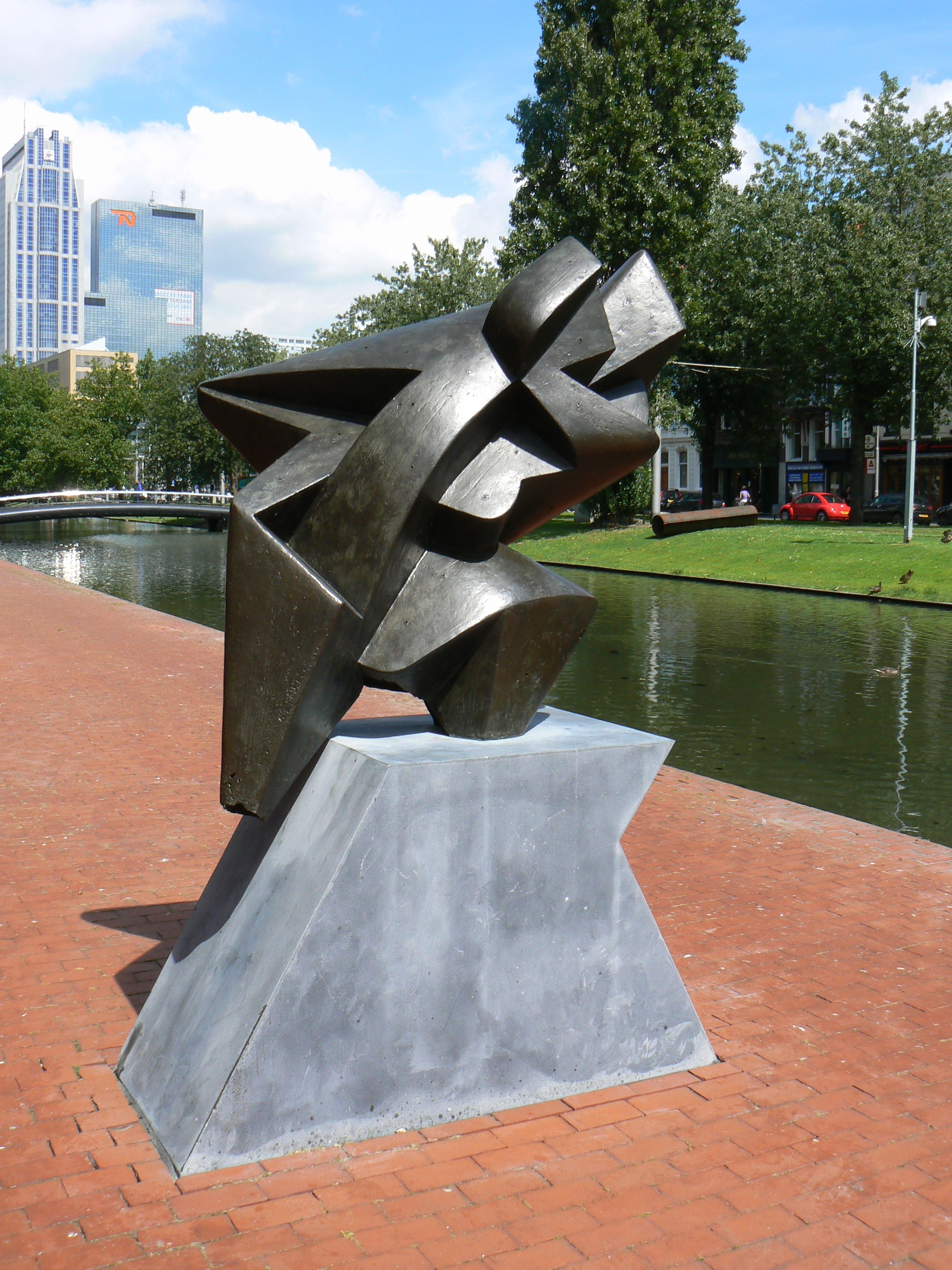
Het Afscheid (1955)